# Questo è il mio uomo
Questo è il mio uomo (That's My Man) è un film del 1947 diretto da Frank Borzage.
È un film drammatico a sfondo romantico statunitense con Don Ameche, Catherine McLeod e Roscoe Karns.

## Produzione
Il film, diretto da Frank Borzage su una sceneggiatura di Steve Fisher e Bradley King, fu prodotto da Frank Borzage per la Republic Pictures I titoli di lavorazione furono Turf Café. Gallant Man e That Man of Mine.

## Colonna sonora
- Wonderful One - musica di Paul Whiteman e Ferde Grofé Sr.

## Distribuzione
Il film fu distribuito con il titolo That's My Man negli Stati Uniti dal 1º giugno 1947 al cinema dalla Republic Pictures. È stato poi redistribuito anche con il titolo King of the Racetrack nel 1953.
Altre distribuzioni:
- in Svezia il 24 aprile 1948 (Fullblod)
- in Finlandia il 30 luglio 1948 (Tuo on mieheni)
- in Francia il 4 febbraio 1950 (Le bébé de mon mari)
- in Danimarca il 20 luglio 1951 (Det begyndte i en taxa)
- in Spagna (Ése es mi hombre)
- in Brasile (A Última Esperança)
- nel Regno Unito (Will Tomorrow Ever Come?)
- in Italia (Questo è il mio uomo)

## Critica
Secondo il Morandini il film è un "coacervo di stereotipi diretto con garbo" impregnato di moralismo ma che può vantare una sceneggiatura "brillante".

## Promozione
Tra le tagline è: "FRANK BORZAGE'S fast moving story of love and excitement! ".